# Moyale (woreda, Somali)
Pour les articles homonymes, voir Moyale.
« Mubarek (woreda) » redirige ici. Pour les autres significations, voir Mubarek.
Moyale est un woreda du sud de l'Éthiopie situé dans la zone Liben puis la zone Dhawa de la région Somali. Bordé par le Kenya, ce district est à l'extrémité sud de l’Éthiopie. Il a 254 137 habitants en 2007. Deux nouveaux woredas, Qada Duma et Mubarek, s'en détachent récemment.
Le district Moyale de la région Somali et son voisin de la région Oromia tiennent tous deux leur nom de la ville frontalière de Moyale.
Il faut noter que la  limite entre les deux districts est contestée et variable.
Nettement à l'est d'El Ley au début des années 2000, la limite est au contraire plus à l'ouest au moment du recensement de 2007 et les années suivantes, voire jusqu'en 2020.
La limite revient vers l'est peut-être dès les années 2010 ou au plus tard en 2021,.
| Arero  | Udet   | Filtu    |
| Miyu   | Moyale | Dolo Odo |
| Moyale |        | (Kenya)  |

Le recensement national de 2007 fait état dans le district d'une population entièrement rurale de 254 137 habitants.
Presque tous les habitants sont musulmans.
En 2022, la population est estimée sur le même périmètre à 367 953 personnes avec une densité de population de 32 personnes par km2 et 11 630 km2 de superficie.
Le district ne fait cependant plus que 1 400 km2 de superficie en 2021 après le détachement de 7 424 km2 au bénéfice de Mubarek et de 2 172 km2 au bénéfice de Qada Duma.
Bordé par le woreda Udet, la rivière Dawa et la frontière kényane, Mubarek reprend tout le nord de l'ancien district et abrite la majeure partie du parc national Geraille (it).
Les nouveaux districts sont nommés d'après leurs centres administratifs respectifs qui sont :
- la localité de Mubarek ou Mubarak, également connue sous le nom de Chelago[12] ;
- la localité de Qada Duma ou Kededuma, tout au sud, également connue sous le nom d'Erestino[13].

Quant à la ville de Ley qui est mentionnée sur la carte de 2020 comme chef-lieu du woreda Moyale de la région Somali et comme centre administratif de la nouvelle zone Dhawa, elle figure sur d'autres cartes sous le nom de Leey, El Ley ou El Leh et serait actuellement dans le woreda Moyale de la région Oromia.